# Rue de l'Égalité (Paris)
Pour les articles homonymes, voir Rue de l'Égalité.
La rue de l'Égalité est une voie du 19e arrondissement de Paris, en France.

## Situation et accès

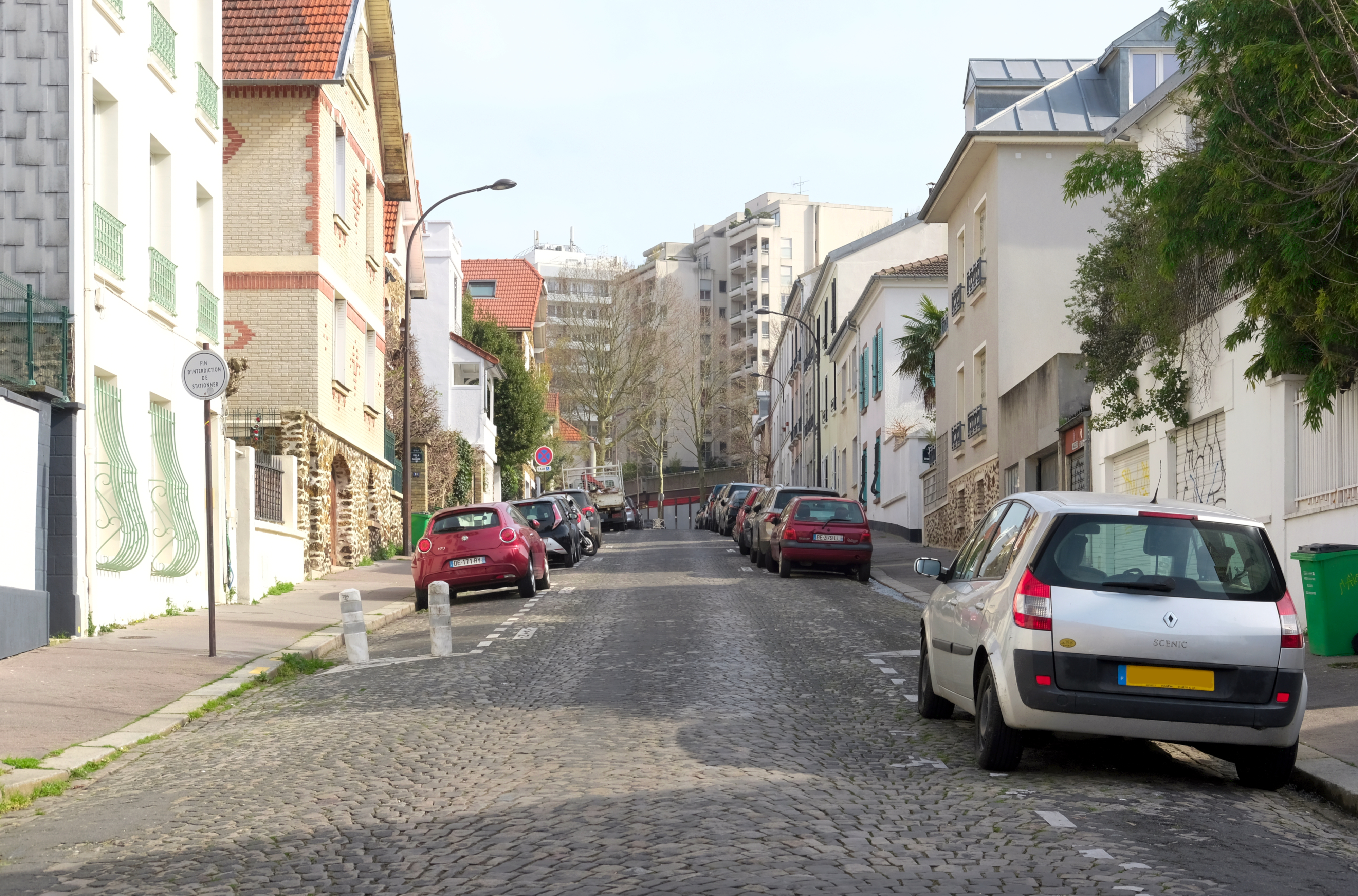
La rue de l'Égalité vue en direction de la rue de Mouzaïa.

La rue de l'Égalité est une voie publique en pente située dans le 19e arrondissement de Paris. Elle débute au 24, rue de la Liberté et se termine au 55-59, rue de Mouzaïa. Elle est bordée de nombreuses maisons individuelles.

## Origine du nom
Ce nom rappelle la devise de la République française : « Liberté, Égalité, Fraternité ».

## Historique
Cette voie est ouverte sous sa dénomination actuelle en 1889, en même temps que la rue de la Liberté et la rue de la Fraternité car l'année 1889 marquait le centenaire de la Révolution française.

Lotissement du quartier entre 1861 et 1899
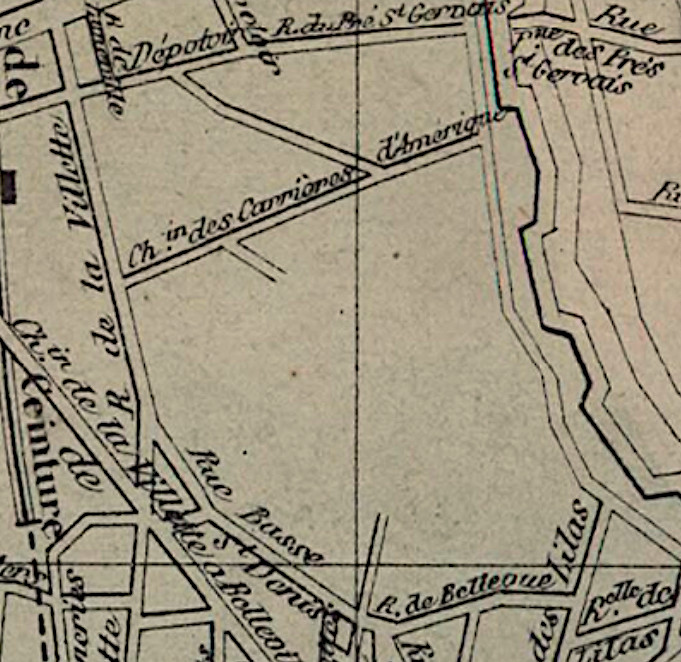
En 1861.
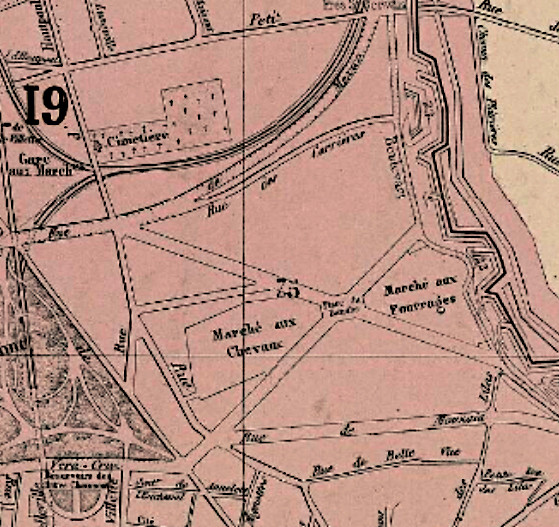
En 1878.
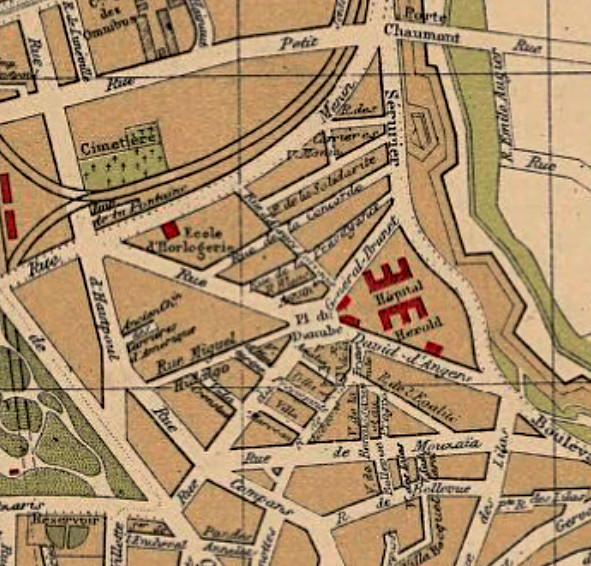
En 1899.